# Island No. 10

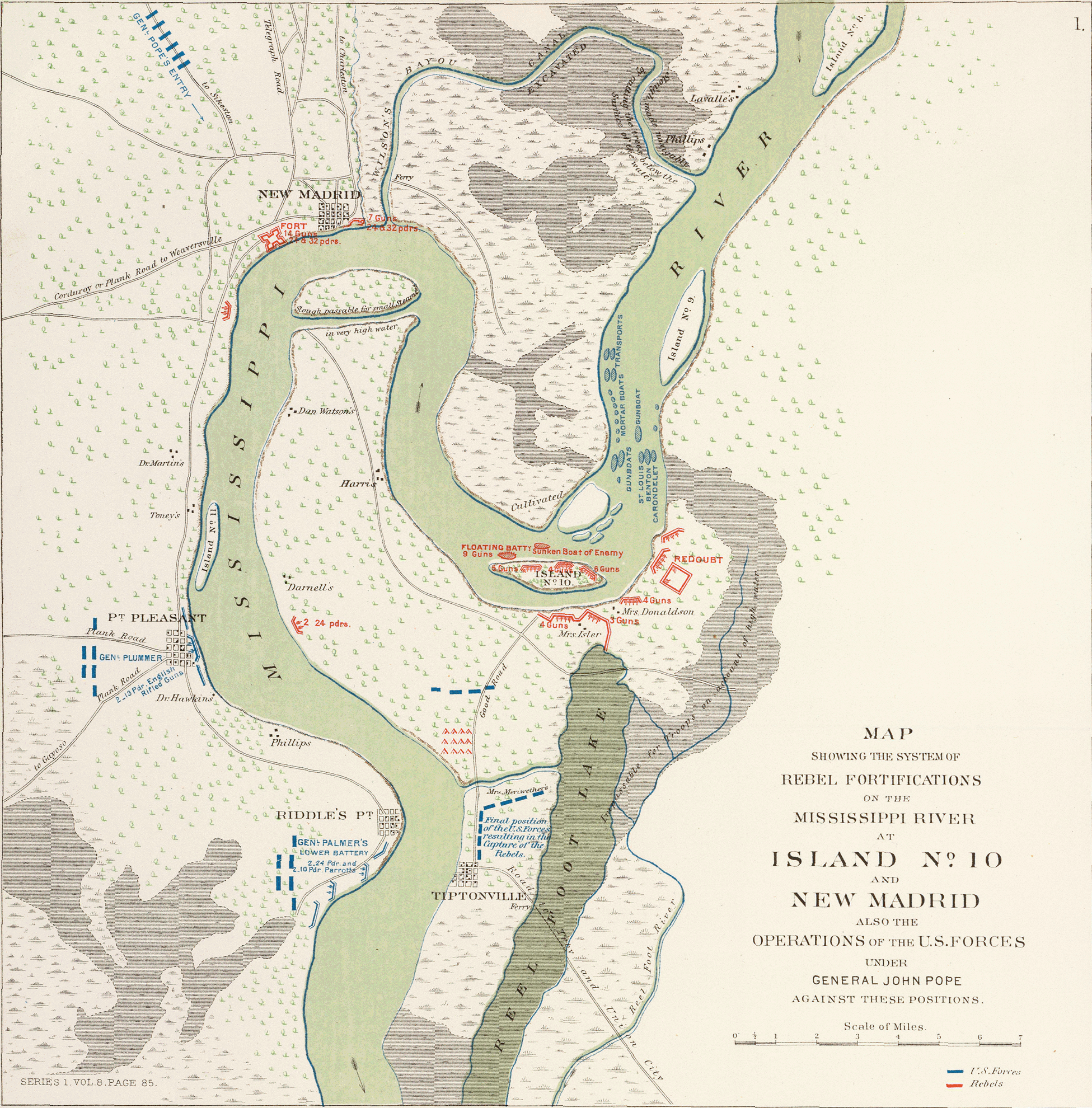
Karte der Insel Nr. 10 von 1895

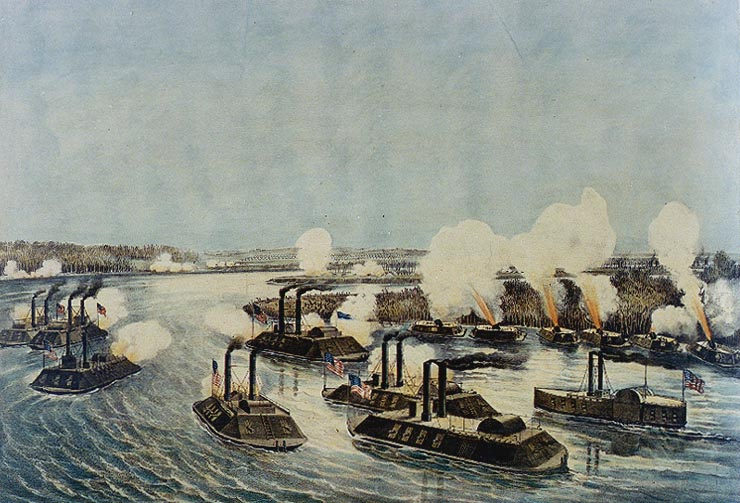
Beschuss von Island No. 10 (im Hintergrund), kolorierte Lithografie, 1862

Island No. 10 (deutsch Insel Nr. 10; ausgeschrieben Island Number Ten) war eine Binneninsel des Mississippis im Grenzgebiet der amerikanischen Bundesstaaten Missouri, Kentucky und Tennessee.
Die Insel erhielt im 19. Jahrhundert bei der Durchnummerierung der unteren Mississippi-Inseln die Nummer 10. Das bedeutet, dass Island No. 10 zum Zeitpunkt der Zählung die zehnte Insel nach Einmündung des Ohios in den Mississippi war. Sie befand sich in einer Fluss-Schleife nahe dem linken Flussufer. Zur Zeit des Amerikanischen Bürgerkriegs war die bewaldete Insel knapp 3 Meilen (ca. 4,5 km) lang und einige hundert Meter breit.
Im Sezessionskrieg wurde die Insel Anfang 1862 vom konföderierten Heer auf Befehl General Beauregards besetzt und befestigt. Dadurch war der Nachschubweg für die Mississippi-Armee unter General Pope, die flussabwärts die Stadt New Madrid eingenommen hatte, blockiert. Ab 14. März wurde Island No. 10 von Schiffen der Mississippi-Flottille beschossen, und Anfang April gelang es zwei Panzerschiffen, die Insel zu passieren. Dadurch gelang es Pope, den Südstaatlern den Rückzugsweg abzuschneiden, und die Truppen auf Island No. 10 und dem nahen Flussufer – insgesamt etwa 7000 Mann – mussten kapitulieren.
Nach den Ereignissen des Bürgerkrieges verschwand Island No. 10 recht schnell in den Fluten des Mississippi. Bereits Mark Twain berichtete in seinen Memoiren Leben auf dem Mississippi 1883, dass die Insel fast vollständig verschwunden war: „Nothing was left of it but an insignificant little tuft“. Heute ist der Flusslauf so weit verlegt, dass sich dort, wo früher Island No. 10 lag, eine Halbinsel Missouris erstreckt.